# Gibbaeum pubescens
Gibbaeum pubescens es una especie de planta suculenta perteneciente a la familia de las aizoáceas.  Es originaria de Sudáfrica.

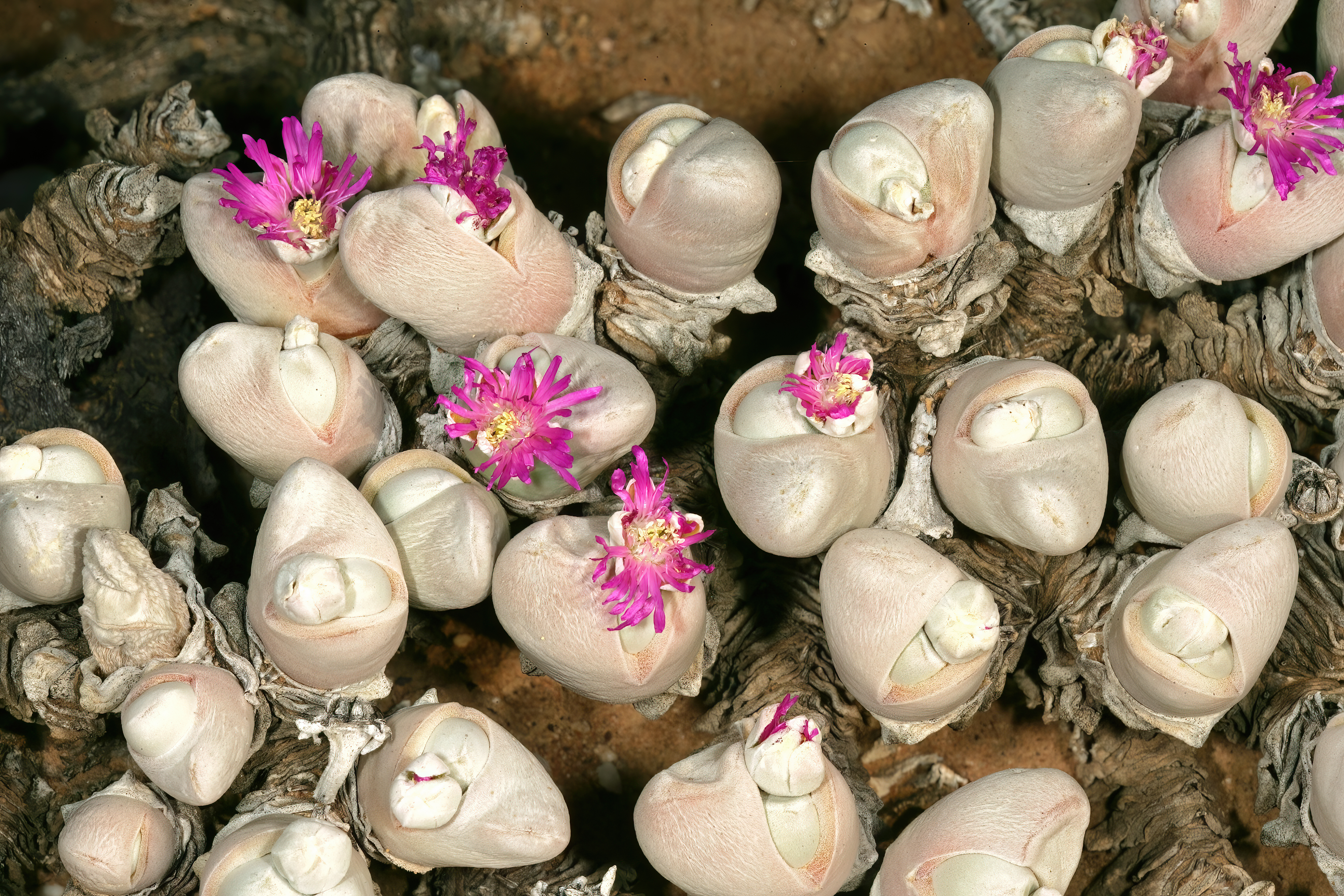
Detalle de las hojas

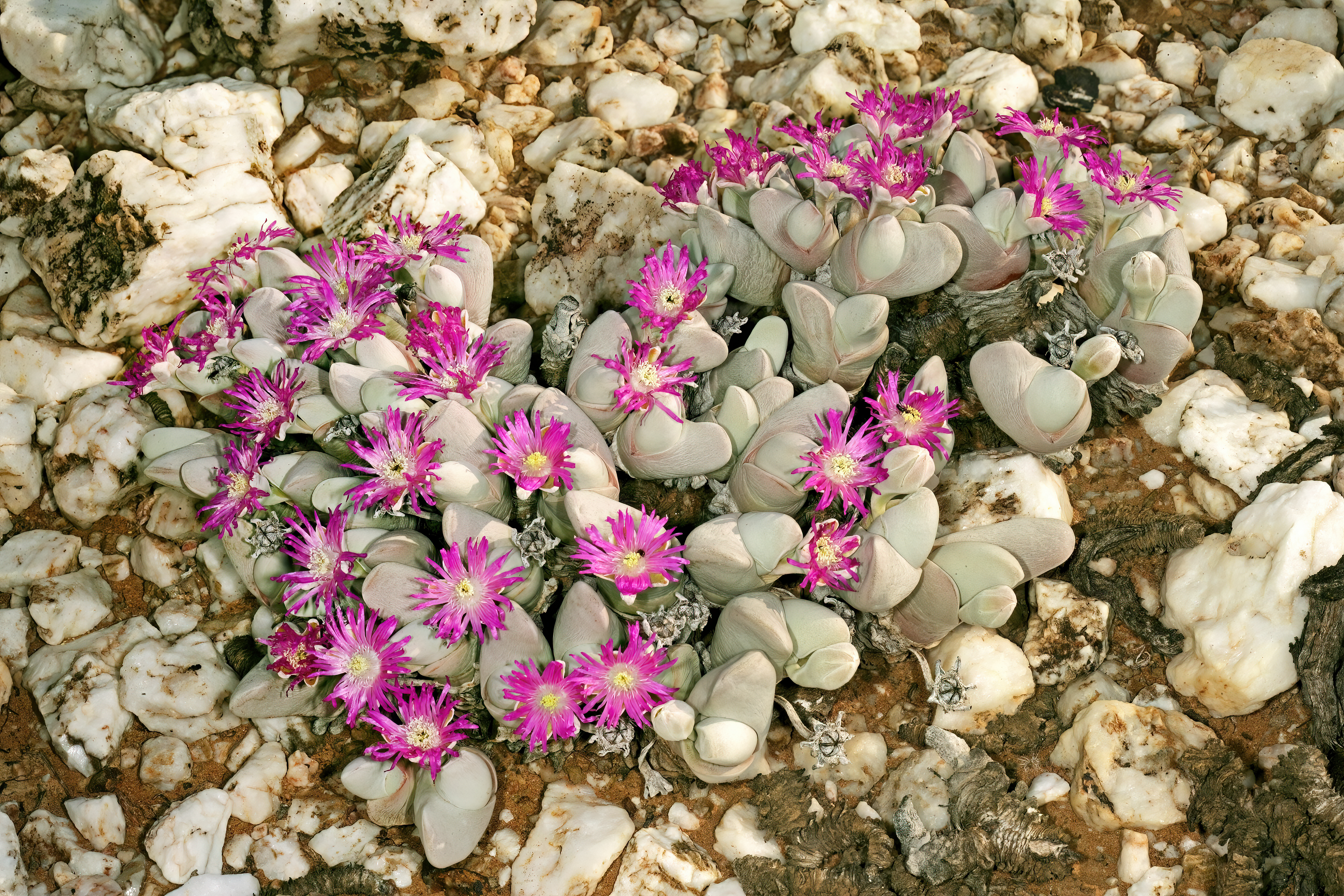
Vista de la planta

## Descripción
Es una pequeña planta suculenta perennifolia de pequeño tamaño que alcanza los 3 cm de altura a una altitud de 730 - 880  metros en Sudáfrica.
Es una pequeña planta con forma de piedras que son dos hojas carnosas desiguales apretadas conjuntamente.

## Taxonomía
Gibbaeum pubescens fue descrito por (Haw.) N.E.Br. y publicado en The Gardeners' Chronicle & Agricultural Gazette III, 72: 129. 1922.
Etimología
Gibbaeum: nombre genérico que deriva del latín gibba que significa "tuberculada".
pubescens: epíteto latino que significa "con forma de nuez".
Variedad
- Gibbaeum pubescens subsp. shandii (N.E.Br.) Glen

Sinonimia
- Mesembryanthemum pubescens Haw. (1795) basónimo
- Gibbaeum argenteum N.E.Br. (1921)[3][4]